# Diocese de Osasco
A Diocese de Osasco (Dioecesis Osascanensis) é uma divisão territorial brasileira da Igreja Católica. Sua sede é o município de Osasco, no estado de São Paulo. É sufragânea da Arquidiocese de São Paulo, a partir da qual foi criada em 15 de março de 1989, por bula do Papa João Paulo II.
Seu bispo é Dom Frei João Bosco Barbosa de Sousa, OFM, cujo lema é "Cristo, Nossa Vitória". A diocese perdeu no final de 2013, o seu primeiro Bispo, Dom Francisco Manuel Vieira.
Dom João Bosco era, até então, bispo da Diocese de União da Vitória, Paraná.

## ComVocação
A Festa das Vocações ou popularmente conhecida apenas como ComVocação, é o maior evento realizado pela Diocese e uma das maiores divulgadoras das vocações da Igreja Católica, tudo em prol às vocações sacerdotais da Diocese de Osasco.
O evento conta com participações especiais de grandes nomes da música da Igreja, como Padre Antônio Maria, Rosa de Saron, Adriana, Padre Fábio de Melo, Vida Reluz, Ziza Fernandes, etc.
A primeira edição do ComVocação ocorreu no dia 24 de agosto de 2004 e está na ativa até hoje, sendo realizado anualmente. Mais informações no site www.comvocacao.org.

## Bispos
| #  | Nome                                | Período    | Notas |
| -- | ----------------------------------- | ---------- | ----- |
| 3º | João Bosco Barbosa de Sousa, O.F.M. | 2014–atual |       |
| 2º | Ercílio Turco                       | 2002–2014  |       |
| 1º | Francisco Manuel Vieira             | 1989–2002  |       |

## Divisão Territorial
A Diocese é dividida em 9 Regiões Pastorais: Santo Antônio, Bonfim, São José Operário, Carapicuíba, Barueri, Itapevi, Cotia, Ibiúna e São Roque. Possui 87 paróquias de 1 Área Pastoral, com 161 padres entre seculares e religiosos e 2 diáconos permanentes.
| Região Pastoral   | Municípios de abrangência                    | Área (km²) | População | Paróquias | Coordenador                                |
| Santo Antônio     | Região Central de Osasco                     | 33         | 490.785   | 10        | Padre Odair José Rodrigues                 |
| Bonfim            | Região Norte de Osasco, São Paulo            | 35         | 450.074   | 13        | Padre Marcos Antônio Funchal               |
| São José Operário | Região Sul de Osasco, São Paulo              |            |           | 9         | Padre Adinael Carlos Miguel                |
| Carapicuíba       | Carapicuíba                                  | 33         | 369.908   | 14        | Padre Doutor Carlos Eduardo de Souza Roque |
| Barueri           | Barueri                                      | 152        | 549.966   | 7         | Padre Márcio José Pereira                  |
| Itapevi           | Itapevi, Jandira                             |            |           | 8         | Padre Ely Rosa                             |
| Cotia             | Cotia, Vargem Grande Paulista                | 363        | 243.969   | 13        | Padre Marcelo Pereira da Silva             |
| Ibiúna            | Ibiúna                                       |            |           | 6         | Padre Daniel Vitor Cardoso Rodrigues       |
| São Roque         | São Roque, Araçariguama, Mairinque, Alumínio | 1.848      | 227.256   | 8         | Padre Alexandre Augusto Siles              |